# Чорна котяча акула Салданха
Чорна котяча акула Салданха (Apristurus saldanha) — акула з роду Чорна котяча акула родини Котячі акули. Інші назви «південноафриканська котяча акула», «капська чорна котяча акула».

## Опис
Загальна довжина досягає 88,5 см. Голова витягнута. Ніс помірно довгий, сягає 7% довжини усього тіл акули. Очі маленькі, мають 2,6% довжини тіла, з мигательною перетинкою. За ними розташовані невеличкі бризкальця. Ніздрі широкі. Губні борозни у кутах рота довгі. Рот широко зігнутий. Зуби дрібні, з багатьма верхівками, з яких центральна доволі довга на відміну від бокових верхівок. У неї 5 пар коротких зябрових щілин. Тулуб щільний. шкіряна луска пласка, сама шкіра на дотик гладенька. Грудні плавці великі. Відстань між грудними та черевними плавцями відносно велика. Має 2 маленьких спинних плавця, розташовані у хвостовій частині. Задній спинний плавець більше за передній. Анальний плавець широкий і низький.

## Спосіб життя
Тримається на глибинах від 344 до 1009 м. Доволі млява та малоактивна акула. Полює на здобич біля дна, є бентофагом. Живиться глибоководними креветками, кальмарами, дрібними ракоподібними та невеличкою рибою.
Статева зрілість у самців настає при розмірі 77 см, у самиць — 71 см. Це яйцекладна акула. Самиця відкладає 1 яйце у товстій капсулі, з вусиками, за допомогою яких чіпляється за ґрунт або водорості.
Не є об'єктом промислового вилову, в їжу при випадковому потраплянні у трал не вживається.

## Розповсюдження
Мешкає у межах невеликого ареалу, що охоплює акваторію південної Намібії та ПАР у Східній Капській провінції (затока Салданха).